# 福井県幼稚園の廃園一覧
福井県幼稚園の廃園一覧（ふくいけんようちえんのはいえんいちらん）は、福井県内の廃園となった幼稚園の一覧。対象となるのは、学制改革（1947年）以降に廃園となった幼稚園、および分園である。園名は廃園当時のもの。廃園時に幼稚園（分園）が所在していた自治体がその後、合併により消滅している場合は、現行の自治体に含む。その他、現在休園中の県内の幼稚園や分園も事実上廃園となっているものが多いため、参考として本項に記載する。
（）内は、廃園になった年（もしくは、休園の措置が取られた年）、統合先の幼稚園など。明確な月日が記載されていないものは、3月31日付の廃園とする。

## 福井市
- 福井市立殿下幼稚園[1]（休園開始時期不詳）[注釈 1]
- 福井市立鶉東部幼稚園[1]（休園開始時期不詳）[注釈 2]
- 福井市立本郷幼稚園[1]（休園開始時期不詳）[注釈 3]
- 福井市立長橋幼稚園[1]（休園開始時期不詳）[注釈 4]
- 福井市立酒生幼稚園[1]（休園開始時期不詳）[注釈 5]
- 福井市立上文殊幼稚園[1]（休園開始時期不詳）[注釈 6]
- 福井市立清水西幼稚園[1]（休園開始時期不詳）[注釈 7]
- 福井市立清水東幼稚園[1]（休園開始時期不詳）[注釈 8]
- 福井市立清水北幼稚園[1]（休園開始時期不詳）[注釈 9]
- つぼみ幼稚園（休園開始時期不詳[1]、2023年廃園[4]）
- 福井市立麻生津幼稚園三花分園（1998年）
- 福井市立高須城幼稚園（2000年休園）[注釈 10]
- 福井市立下郷幼稚園（2005年上郷幼稚園と統合し本郷幼稚園へ）[5]
- 福井市立上郷幼稚園（2005年下郷幼稚園と統合し本郷幼稚園へ）[5]
- 福井市立清水南幼稚園（2010年休園、2011年廃園[6]）
- みどり幼稚園（2011年みどりこども園へ移行）[7]
- 新田塚幼稚園〈旧〉（2015年認定こども園新田塚幼稚園〈新〉へ移行）[8]
- 福井市立六条幼稚園（2016年六条保育園と統合し福井市立六条こども園へ）[9]
- 福井市立文殊幼稚園（2016年文殊保育園と統合し福井市立文殊こども園へ）[9]
- 暁幼稚園〈旧〉（2017年幼保連携型認定こども園暁幼稚園〈新〉へ移行）[10]
- 花園幼稚園〈旧〉（2017年幼保連携型認定こども園花園幼稚園〈新〉へ移行）[11]
- 城之橋幼稚園〈旧〉（2017年幼保連携型認定こども園城之橋幼稚園〈新〉へ移行）[11]
- 福井市立鶉幼稚園（2017年鶉保育園と統合し福井市立鶉こども園へ）[9]
- 福井市立棗幼稚園（2017年棗保育園と統合し福井市立棗こども園へ）[9]
- 福井市立東藤島幼稚園（2018年福井市東藤島保育園と統合し福井市東藤島こども園へ）[12]
- 藤島幼稚園〈旧〉（2018年幼保連携型認定こども園藤島幼稚園〈新〉へ移行）[13]
- 聖三一幼稚園〈旧〉（2018年幼保連携型認定こども園聖三一幼稚園〈新〉へ移行）[13]
- 光の子幼稚園（2018年認定こども園光の子へ移行）[14]
- 福井市立岡保幼稚園（2018年休園）[15]
- エンゼル幼稚園〈旧〉（2019年幼保連携型認定こども園エンゼル幼稚園〈新〉へ移行）[16]
- 福井市立東郷幼稚園（2019年東郷保育園と統合し福井市立東郷こども園へ）[9]
- 福井市立麻生津幼稚園（2019年福井市立麻生津こども園が開園、2020年完全移行）[9]
- 福井市立美山啓明幼稚園（2020年みやま保育園と統合し福井市立みやまこども園へ）[9]
- 尾上幼稚園〈旧〉（2020年幼保連携型認定こども園尾上幼稚園〈新〉へ移行）[17]
- 福井市立一乗幼稚園（2021年休園）[注釈 11]
- 福井市立下宇坂幼稚園（2021年休園）[19]
- 常葉幼稚園〈旧〉（2022年認定こども園常葉幼稚園〈新〉へ移行）[20]
- 福井市立鷹巣幼稚園（2022年休園）[21]
- 福井市立羽生幼稚園（2022年休園）[22]
- 福井市立大安寺幼稚園（2023年休園）[9]

## 敦賀市
- 第二早翠幼稚園（2018年幼保連携型認定こども園第二さみどり幼稚園へ移行）[13]

## 小浜市
- 聖ルカ幼稚園〈旧〉（2020年8月20日認定こども園聖ルカ幼稚園へ移行認可）[23]

## 大野市
- 旭幼稚園（2019年）[24]
- 大野市乾側幼稚園（2021年）[25]

## 勝山市
- 上野幼稚園（1975年上野保育園〈2018年上野こども園へ移行〉開園のため廃園）[26]
- 勝山中部幼稚園（2019年成器南幼稚園へ統合）[27]

## 鯖江市
- 鯖江市豊幼稚園〈2011年みのり保育所と統合し鯖江市ゆたかこども園へ）[28]

## あわら市
- 金津東幼稚園（2015年）[29]
- 伊井幼稚園（2015年伊井保育所へ統合）[30]

## 越前市
- 越前市立武生南幼稚園[31]（休園開始時期不詳）
- 越前市立坂口幼稚園[31]（休園開始時期不詳）
- 越前市立王子保幼稚園[31]（休園開始時期不詳）
- 越前市立味真野幼稚園[31]（休園開始時期不詳）
- 越前市立神山幼稚園（2016年）
- 越前市立武生西幼稚園（2024年にじいろこども園へ移行）[32]

## 坂井市
- 坂井市立大関幼稚園（休園）
- 坂井市立竹田幼稚園（1971年）
- 坂井市立明章幼稚園（2005年休園、2014年廃園）[33]
- 坂井市立兵庫幼稚園（2009年休園、2014年廃園）[34]

## 吉田郡
- 松岡幼稚園（2023年）[35]
- 上志比幼稚園（2023年）[36]